# Adrapsa bupalistis
Adrapsa bupalistis là một loài bướm đêm trong họ Noctuidae.